# Pier Damiano Peretti

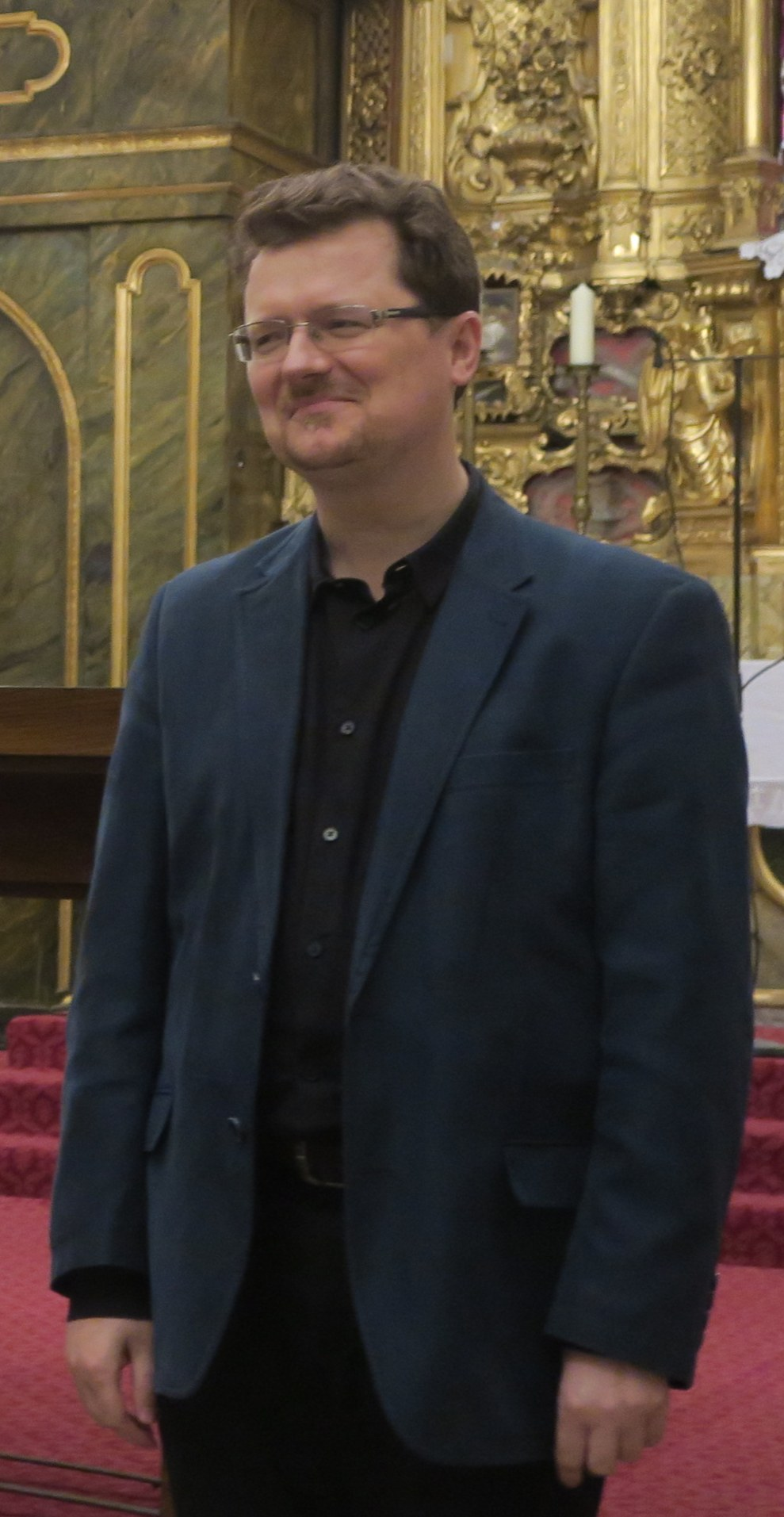
Pier Damiano Peretti, Orgelkonzert in der Ursulinenkirche Wien, 20. Oktober 2018

Pier Damiano Peretti (* 1974 in Vicenza) ist ein italienischer Organist und Komponist.

## Leben
Pier Damiano Peretti betrieb sein Orgelstudium am Konservatorium seiner Heimatstadt bei Antonio Cozza und beendete dieses 1996 mit dem Diplom. Meisterkurse führten ihn unter anderem zu Luigi Ferdinando Tagliavini, Harald Vogel, Jean-Claude Zehnder, Jacques van Oortmerssen und Rinaldo Alessandrini. Darüber hinaus betrieb er Kompositionsstudien bei Wolfango Dalla Vecchia.
1996 zog er nach Wien, wo er an der Universität für Musik und darstellende Kunst Wien anfangs bei Herbert Tachezi und ab 1998 bei Michael Radulescu seine Studien in Konzertfach Orgel fortsetzte. Diese schloss er 2002 mit Auszeichnung ab. Ein Erasmus-Aufenthalt in Hamburg bei Wolfgang Zerer und Pieter van Dijk sowie weiterführende Kompositionsstudien im Rahmen der Darmstädter Ferienkurse rundeten seine Ausbildung ab.
Von 2002 bis 2009 lehrte er als Orgelprofessor an der Hochschule für Musik und Theater Hannover, ehe er im März 2009 zum Professor an der Universität für Musik und darstellende Kunst Wien berufen wurde.
Seine Kompositionen – für und mit Orgel, Kammermusik, Vokalwerke mit Instrumentalensemble – greifen die unterschiedlichsten Stilmittel auf und umkreisen vorrangig geistliche Themen.

## Auszeichnungen
Peretti ist Preisträger der internationalen Orgelwettbewerbe von Bologna, Pretoria, Innsbruck, Toulouse und Hamburg. Außerdem erreichte er im Orgelwettbewerb von S. Albans 1999 den 1. Preis.
Darüber hinaus wurden ihm auch diverse Kompositionspreise verliehen, u. a. jener des internationalen Saarlouiser Orgelkompositionswettbewerbs.
Für Mane nobiscum – Missa für die Osterzeit sowie „in Anerkennung bisheriger Leistungen und zur unmittelbaren Förderung des weiteren künstlerischen Schaffens“ wurde ihm vom österreichischen Bundeskanzleramt der Outstanding Artist Award für Musik 2015 verliehen.

## Werke (Auswahl)

### Kompositionen
- Aforismi lunari, für Flöte und Orgel (2004/2005).
- Die sieben letzten Worte Jesu, für Vokalensemble und Streichquartett (2006/2007).
- Chromos, für Orgel (2007/2008).
- Hortus animae, Oratorium nach dem Hohelied Salomos für Mezzosopran, Tenor, gem. Chor und Instrumentalensemble (2008/2009).
- Due madrigali spirituali, für gemischten Chor (2009).
- Im Todesjahr des Königs Usija…, für Oberchor, Tenor und Instrumentalensemble (2009/2010).
- Erat lux vera, für gemischten Chor, ant. Zimbeln und Orgelpedal (2010).
- Et in Arcadia ego, für Oboe und Orgel (2010).
- peje IS je (Thomassprüche), für Bariton, Cello, Schlagwerk und Orgel (2010/2011).
- Mane nobiscum – Missa für die Osterzeit, für gem. Chor, Cello, Vibrafon, Orgel und eine Glocke in d (2010/2011).
- Vigilia, für Streichquartett und Orgel (2011).
- Magnificat, für Sopran, Sprecherin, gem. Chor und Orchester (2011).
- Ivi è Laura ora, für fünf Solostimmen (2011/2012).
- Surge illuminare, für Sopran (auch Triangel) und Orgel (2012).
- Pièce extatique, für Altsaxophon und Klavier (2013).
- Musica mechanica, für Orgel (2013).
- Canto di una creatura, für Sopran und Orgel (2013).
- Antifone für 11 Instrumente und Orgel (2013–14)
- Sprachfenster – sechs Interpolationen zu Händels Messiah, für gem. Chor, Sprecher, 2 Schlagzeuger und Barockinstrumente (2014)
- Solstitium für acht Männerstimmen und Harfe (2014)
- Florete flores, für Orgel (2015)
- Josephspassion, Oratorium nach dem Roman Das Evangelium nach Jesus Christus von José Saramago (2025)[1]

Schriften
Peretti veröffentlichte wissenschaftliche Aufsätze unter anderem über Bach, Bettinelli, Buxtehude, Frescobaldi, Muffat und italienische Orgelmusik des 20. Jahrhunderts.

### Tonträger
- Bruno Bettinelli (1913–2004): Opere per organo. Rieger-Orgel der Augustinerkirche Wien. Carrara 2006.
- Unter der spanischen Krone. (Palero, Salvatore, Bruna, Cornet, Arauxo, Froberger). Collon-Orgel der Neustädter Hof- und Stadtkirche St. Johannis, Hannover. Ursina-Motette, 2006.
- Dieterich Buxtehude: Die Choralfantasien. Vol. 1 und 2. Huß/Schnitger-Orgel (1673) Ss. Cosmae et Damiani, Stade. IFO-Records, 2007.
- J. S. Bach: Dritter Theil der Clavier Übung. Mit Eckhart Kuper, Cembalo. Nicolaikirche, Herzberg am Harz. IFO-Records, 2009.
- Marco Enrico Bossi: Selected Organ Works. Furtwängler/Hammer-Orgel (1916) vom Dom zu Verden. Naxos, 2010.
- Die Wöckherl-Orgel: CD-Aufnahme anlässlich der Weihe der ältesten Orgel Wiens, der Wöckherl-Orgel, Wien 2011.[2]
- Gottlieb Muffat: Ricercate, Canzoni, Toccate & Capricci. Sieber-Orgel (1714) der Wiener Michaelerkirche. Ambiente, 2012.
- Thomas Daniel Schlee: Orgelwerke. Cavaillé Coll-Orgel der St. Trinité-Kirche, Paris. Ambiente, 2013.
- Terenzio Zardini (1923-2000): Orgelwerke. Mascioni-Orgel (1944) der Monteberico-Basilika, Vicenza. Tactus 2015.